# 스피릿 (2021년 영화)
《스피릿》(영어: Spirit Untamed)은 2021년 개봉한 미국의 서부, 뮤지컬, 모험 애니메이션 영화이다. 드림웍스 애니메이션이 제작하고 유니버설 픽처스가 배급했다.

## 줄거리
1900년대 초 프런티어 시대 서부에서 밀라그로 나바로-프레스콧은 서커스에서 자신만의 특기 공연을 하다가 공연 중 말에서 떨어져 사망한다. 몇 년 후, 그녀의 어린 딸인 포르투나 "럭키" 에스페란사 나바로-프레스콧은 이모 코라와 할아버지 제임스와 함께 동부 해안 도시에서 살고 있었다. 하지만 럭키가 집안에 날다람쥐를 들이고 할아버지의 선거 파티를 망치자, 그녀와 코라는 서부 미라데로 마을로 향한다. 그곳에서 그들은 밀라그로 사건 이후 럭키가 몰랐던 럭키의 아버지 짐과 여름 동안 머물 예정이다. 기차 안에서 럭키는 무리와 함께 달리는 카이거 머스탱을 발견하고 그 말을 만나기 위해 기차 뒤쪽으로 간다. 미라데로에 도착하자, 그들은 현지 어린 기수 프루 그레인저(그리고 그녀의 아버지 알)와 아비게일 스톤(그리고 그녀의 오빠 스닙스)을 만난다.
다음 날 럭키는 마구간으로 가서 이전에 보았던 그 말을 본다. 헨드릭스라는 남자가 그 말을 길들이려 하며 학대하고 있다. 럭키는 그 말이 자신의 새 친구가 될 수 있을 것이라고 생각하며 짐과 코라에게 그 말에 대해 말하지만, 짐은 밀라그로에게 일어난 일 때문에 럭키가 말 근처에 가는 것을 원하지 않는다. 그럼에도 불구하고 프루와 아비게일은 럭키가 그 말의 신뢰를 얻도록 돕고, 럭키는 그 말에게 스피릿이라는 이름을 붙여준다(원작 영화의 아버지의 이름을 따서). 얼마 후, 스피릿은 럭키가 건네는 사과를 먹을 정도로 럭키를 신뢰하게 되고, 럭키가 자신을 쓰다듬는 것을 허락하여 둘의 유대가 깊어진다.
럭키는 스피릿을 타려고 시도하지만, 스피릿은 마구간에서 탈출하여 달아난다. 럭키는 절벽에서 떨어질 뻔한 순간 프루와 아비게일에게 구해진다. 짐은 럭키를 찾아 꾸짖으며 자신에게 불복종한 것을 책망한다. 그들은 다투며 집으로 돌아오고, 럭키는 아버지가 자신을 포기했다고 생각한다. 그녀는 밤에 숲을 통해 몰래 빠져나가 스피릿과 그의 무리가 함께 있는 것을 발견하지만, 헨드릭스와 그의 부하들에게 방해를 받는다. 헨드릭스 일당은 스피릿을 제외한 모든 말을 붙잡아 훔친 기차에 싣고 간다. 헨드릭스와 그의 부하들이 말을 경매에 팔아 죽을 때까지 일시키려는 목동들이라는 것을 알고, 럭키는 스피릿이 그의 무리를 구하도록 돕기로 한다. 그녀는 프루와 아비게일을 그들의 말과 함께 데리고 헥 산 정상 너머에 위치한 급수소에서 목동들을 앞질러 그들의 길을 막기 위한 여정을 떠난다. 여행 동안 럭키는 스피릿과의 관계를 발전시키고, 여행하면서 프루와 아비게일과 좋은 친구가 된다.
소녀들은 목동들이 도착하기 전날 밤 급수소에 도착하지만, 럭키는 다음 날 아침 목동들이 예상보다 일찍 도착했음을 깨닫는다. 스피릿은 필사적으로 혼자서 무리를 구하려 하지만, 목동들에게 붙잡힌다. 스피릿을 구하려는 결심으로 럭키와 그녀의 친구들은 기차를 따라 부두로 향하고, 그곳에서 목동들은 말을 배에 싣고 있다. 소녀들은 배가 떠나는 것을 막기에는 너무 늦게 도착했지만, 스피릿을 구하는 데 성공한다. 럭키와 스피릿은 부두에서 뛰어내려 배에 올라타고, 다른 말들을 풀어주고, 헨드릭스가 배 밖으로 떨어뜨려 목동들을 제압한다. 짐, 코라, 알이 빠른 증기 기관차를 타고 나타나 헨드릭스와 다른 목동들을 체포한다.
미라데로로 돌아오는 길에 소녀들은 야생의 한가운데 있는 들판으로 여행하고, 럭키는 스피릿을 풀어주며 그의 무리와 함께 있어야 한다고 말한다. 집에 돌아온 럭키와 코라는 처음에는 도시로 돌아갈 계획이었지만, 럭키가 로데오에서 짐과 유대감을 쌓은 후, 스피릿이 그의 무리와 함께 들판을 달리는 모습이 보이면서 그녀는 대신 짐과 친구들과 함께 미라데로에 머물기로 결정한다.